# Orthostolus kauaiensis
Orthostolus kauaiensis är en skalbaggsart som beskrevs av Scott 1908. Orthostolus kauaiensis ingår i släktet Orthostolus och familjen glansbaggar. Inga underarter finns listade i Catalogue of Life.